# Forno dos Mouros (Carvalhas)
O Forno dos Mouros, também denominado Balneário Romano em Carvalhas, são restos arqueológicos localizados numa zona rural, na base do castro do Monte da Saia, junto à Fonte da Pegadinha de Nossa Senhora, na freguesia de Carvalhas, município de Barcelos, distrito de Braga, em Portugal.
Trata-se de um balneário castrejo da Idade do Ferro.
Encontra-se classificado como Imóvel de Interesse Público desde 1951.

## Características
O monumento apresenta um átrio, uma antecâmara, uma câmara e um forno, encontrando-se parcialmente soterrado. O átrio era retangular e ainda são visíveis algumas lajes irregulares. A antecâmara, também retangular tinha cerca de três metros de comprimento. O forno estava num compartimento circular, com cerca de dois metros de diâmetro. Era a partir daqui que se acedia à zona da câmara através de uma abertura com pouco mais de um metro de largura.
É possível que duas pedras esculpidas, que foram transportadas por Francisco Martins Sarmento para o Museu da Sociedade Martins Sarmento, em Guimarães, fizessem parte de um algeroz por onde escorreria a água no tanque que se encontraria à esquerda do átrio deste balneário.